# قلعة شيتور
قلعة شيتور أو شيتورغاه هي أكبر قلعة في الهند، وهي مدرجة كأحد مواقع التراث العالمي لليونسكو. كانت القلعة عاصمة منطقة ميوار وتقع اليوم في بلدة تشيتور. بنيت القلعة على تل يبلغ ارتفاعه 180 متر (590.6 قدم) على مساحة 280 هكتار (691.9 أكر) فوق سهول الوادي التي تروى من نهر بيراخ. تحتوي حدود منطقة القلعة على العديد من القصور التاريخية والبوابات وخزانات المياه والمعابد وبرجين تذكاريين بارزين.